# لائو کای
لائو کای (به لاتین: Lào Cai) یک شهر در ویتنام است که در استان لائو کای واقع شده‌است.

## خصوصیات
لائو کای ۲۲۱٫۵ کیلومترمربع مساحت و ۹۴٬۱۹۲ نفر جمعیت دارد.